# جهنده گسترده‌بالان
جهنده گسترده‌بالان  (نام علمی: Pyrginae) نام یک زیرخانواده از تیره پشیزبالان است.